# Virgil Mihaiu
Virgil Mihaiu (n. 28 iunie 1951, Cluj, România) este un scriitor, jazzolog și diplomat român, profesor de estetica jazzului, promotor cultural, performer de jazz-poetry. Între 2006-2012 a fost întâiul director al Institutului Cultural Român din Lisabona și ministru consilier pe lângă Ambasada României din Portugalia. Din 2015 este director al centrului cultural brazilian Casa do Brasil din Cluj.

## Biografie
S-a născut în 28 iunie 1951 la Cluj. Părinții: Virgil Mihaiu / medic și Lucreția Mihaiu / profesoară de muzică. Frate: Horațiu Mihaiu, architect, scenograf, regizor de teatru. Copii: Rafaela Lucreția Mihaiu, farmacistă; Matei Virgiliu Bindea Mihaiu, student.
În 1974 absolvă secția engleză-germană/facultativ spaniolă-portugheză la Facultatea de Litere a Universității Clujene. Între 1971-1983 este membru al redacției revistei de cultură Echinox. Devine membru al Uniunii Scriitorilor din România în 1981. Între 1983-1994 este redactor pentru România al revistei Jazz Forum, editată de Federația Internațională de Jazz la Varșovia. Din 1990 face parte din redacția publicației lunare Steaua, editată de U.S.R.. În paralel, din 1992 e integrat în cadrul Academiei Naționale de Muzică G. Dima din Cluj. Din 1993 este membru al Asociației Criticilor de Jazz din Statele Unite (J.J.A.). În 1994 fondează Jazzographics, primul grup de jazz-poetry româno-britanic, împreună cu muzicienii Alan Tomlinson, Harry Tavitian și Corneliu Stroe. În 1996 aderă la PEN-Club România. Fondează Cursul de Estetica Jazzului la Academia Națională de Muzică din Cluj în 1997. Din același an este membru al juriului mondial Down Beat Jazz Critics Poll și membru de onoare al Asociației Culturale Cehia-Romania din Praga. În 2001 devine primul est-european cooptat în redacția Down Beat, publicația-pivot a jazzului mondial editată la Chicago, și membru al Societății F. Scott Fitzgerald, New York. În 2002 își susține doctoratul (Magna cum laude) cu un studiu monografic despre F. Scott Fitzgerald din perspectivă jazzologică (conducător științific: prof. dr. Virgil Stanciu). În 2004 e cooptat în juriul ce acordă Premiul European de Jazz, patronat de guvernul Austriei. Din 2006 devine director cofondator al Institutului Cultural Român din Lisabona și ministru consilier pe lângă Ambasada României din Portugalia, funcții pe care le va exercita până în 2012. Din 2015 e cooptat ca profesor master în cadrul Centrului de cercetare a imaginarului Phantasma, al Facultății de Litere a Universității Babeș-Bolyai și i se atribuie titlul de profesor universitar asociat la Academia Națională de Muzică G. Dima. Din 2015 este director al centrului cultural brazilian Casa do Brasil și al Bibliotecii de Studii Latino-Americane, de sub egida Universității Babeș-Bolyai din Cluj.
În peste jumătate de secol de activitate culturală, Mihaiu a marcat câteva priorități: este autorul primului volum de eseuri în limba română despre jazz din perspectiva culturii contemporane (Cutia de rezonanță, 1985); co-editor, împreună cu producătorul Leo Feigin, al primelor albume de jazz avangardist român apărute în Occident, la Casa Leo Records din Londra (interpretate de Harry Tavitian/Corneliu Stroe & grupul Creativ, 1985); co-fondator al întâiului grup de jazz-poetry româno-britanic (Jazzographics, 1994); inițiază primul curs de estetica jazzului în România, la Academia Națională de Muzică G. Dima Cluj (1997); în 2001 devine primul jazzolog din Europa central-orientală cooptat în redacția Down Beat, mensualul de referință globală editat la Chicago. Contribuie, în calitate de director co-fondator, la inaugurarea Institutului Cultural Român din Lisabona. Aici lansează initiative de diplomație culturală, precum: instituirea titlului onorific Amicus Romaniae, menit a evidenția personalitățile din sfera cultural-diplomatică lusitană și internațională consecvent implicate în susținerea activităților Institutului Cultural Român din Lisabona (2007); Stagiunea Muzicală Română în Portugalia, desfășurată între 2007-2012; Vara Culturală Română în Portugalia; gale de cinema românesc la Lisabona, Porto, Coimbra, Evora, Estoril, Ponta Delgada/Insulele Azore etc.
Coorganizator, consilier, conferențiar, moderator al primei editii din România a Zilei Mondiale a Jazzului / 30 aprilie 2013, Cluj. În 2015, la inițiativa sa, pentru întâia dată o instituție de învățământ superior din România – ANMGD din Cluj – acordă titlul de Doctor Honoris Causa unui jazzolog: John Edward Hasse de la Smithsonian Institution din Washington, fondatorul Zilei Mondiale a Jazzului. În cadrul ceremoniei de decernare, Virgil Mihaiu rostește discursul de Laudatio. În 2017 și 2018, este primul conferențiar care susține prelegeri de jazzologie la Academia Națională de Muzică a Muntenegrului, în capitala istorică Cetinje.
În cadrul lunarului de cultură Steaua, editează paginile Jazz Context, unica rubrică de specialitate apărută fără întrerupere în limba română din 1990 până în prezent.

## Apariții editoriale

### Volume publicate
- Legea conservării adolescenței – Dacia, Cluj / 1977;
- Sighișoara, Suedia și alte stări de spirit – Albatros, București / 1980;
- Cutia de rezonanță – eseuri despre conexiunile dintre jazz și cultura contemporană – Albatros, București / 1985;
- Poeme – Dacia, Cluj / 1986;
- Jazzorelief – Nemira, București / 1993, ISBN 973-9144-60-8;
- Paradis pierdut în memorie – Cartea Românească, București / 1993, ISBN 973-23-0346-8;
- Incantări și descântări clujene – Dacia, Cluj / 1996, ISBN 973-35-0525-0;
- Recensământ de epifanii/Census of Epiphanies (trad. engleză Adam Sorkin) – Paralela 45, Pitești / 1999, ISBN 973-593-041-2;
- Jazz Connections in Portugal (conceput în engleză) – Alfa Press, Cluj / 2001, ISBN 973-85060-2-6;
- Jazzografii pentru îmblânzit saxofoniste – Dacia, Cluj / 2001, ISBN 973.35-1231-1;
- Between the Jazz Age and Postmodernism: F. Scott Fitzgerald (conceput în engleză) – Ed. Universității de Vest, Timișoara / 2003, ISBN 973-8433-33-9;
- Aur din coama Ariadnei/Gold aus Ariadnes Mähne (trad. germană Rolf-Frieder Marmont) – Limes, Cluj / 2004, ISBN 973-7907-90-6;
- Jazz Connections in Romania (conceput în engleză) – Ed. ICR, București / 2007, ISBN 978-973-577-531-5;
- Lusoromână punte de vânt – Brumar, Timișoara / 2010, ISBN 978-973-602-499-3;
- Jazzografías para domar a las saxofonistas (trad. spaniolă Cătălina Iliescu Gheorghiu) – El genio maligno, Granada / Spania / 2014, ISBN 978-84-939128-2-6;
- A vers, az élet (trad. maghiară Beke Sándor) – Erdély Pegazus, Odorheiu Secuiesc / 2020, ISBN 978-606-92070-5-5;
- Blânde jazzografii de Școală Transilvană. Antologie de autor 1970-2020 – Editura Școala Ardeleană, Cluj-Napoca, 2021. ISBN 978-606-797-712-7;
- Jazz contextele mele – Ed. Junimea, Iași / 2022. ISBN 978-973-37-2559-6.

### Volume (coautor)
- Russian Jazz New Identity – Quartet Books, London / 1985, ISBN 0-7043-2506-3;
- Jazz in Europa – Darmstaedter Beitraege zur Jazzforschung, Wolke Verlag, Hofheim / 1994, ISBN 3-923997-42-6;
- Pentru Gellu Naum / For Gellu Naum – Vinea & Icare, București / 2002, ISBN 973-85084-60;
- The Foreign Critical Reputation of F. Scott Fitzgerald – Greenwood Press, Westport USA / 2004, ISBN 0–313–30885–3;
- Sadovaia 302 bis/Mihail Bulgakov și Moscova din perspectiva actuală – Biblioteca Apostrof, Cluj / 2006, ISBN 973-9279-80-5;
- Cartea cu bunici – Humanitas, București / 2007, ISBN 978-973-50-1828-3;
- A Cidade de Lisboa – Fundația Culturală Memoria, București / 2007;
- Clujul din cuvinte – Casa Cărții de Știință, Cluj / 2008, ISBN 978-973-133-474-5;
- I’Man – Jose-Alberto Marques – Pangeira Editora, Lisboa / 2009;
- Primii mei blugi – Art, București / 2009, ISBN 978-973-124-452-5;
- Ion Pop - șapte decenii de melancolie și literatură – Eikon, Cluj / 2011, ISBN 978-973-757-458-9;
- Promenada scriitorilor / Uniunea Scriitorilor din Romania Filiala Cluj – Eikon, Cluj / 2012, ISBN 978-973-757-607-1;
- Viața literară la Cluj – Eikon, Cluj / 2013, ISBN 978-973-757-825-9;
- Scriitori ai Transilvaniei – Eikon, Cluj / 2014, ISBN 978-606-711-182-8;
- “Global & Local, Words & Jazz in Today's World”, în Jazz in Word: European (Non-)Fiction, eds. Kirsten Krick-Aigner and Marc-Oliver Schuster. Volum apărut sub egida Universității din Viena, Königshausen & Neumann / Würzburg / 2017, ISBN: 978-3-8260-6341-1;
- „Romania“, in “The History of European Jazz“ ed. Francesco Martinelli. Equinox Publishing Ltd., Sheffield / U.K. & Bristol, Connecticut / USA / 2018 (Published with the support of the European Jazz Network & funds from Creative Europe), ISBN: 978-1-78179-446-3;
- Lucian Blaga între azulejos și vâlvele Apusenilor, Postfață-eseu plus două poeme de Virgil Mihaiu, in Lucian Blaga, de la Lisabona la Bistrița, ed. Elisabeta Pleniceanu, Consiliul Județean Bistrița-Năsăud & Complexul Muzeal Bistrița-Năsăud / Bistrița / 2018, ISBN 978-973-0-27147-8;
- Echinox 50, ed. Ion Pop și Călin Teutișan, Muzeului Național al Literaturii Române din București – Școala Ardeleană, Cluj-Napoca / 2018, ISBN 978-606-797-326-6;
- Eseul (în română și portugheză) Arhitectura visului lusitan / A Arquitetura do Sonho Lusitano de V.M., inclus în Azul de Lisboa / Azur de Lisabona, album apărut sub auspiciile Ambasadei României în Portugalia, ICR Lisabona & Bonte Foundation – Guerra e Paz Editores, Lisboa, 2020, ISBN 978-989-702-592-1.

### Apariții în antologii
- Jahresring 79-80, trad. germană Oskar Pastior / Deutsche-Verlag-Anstalt, Stuttgart / 1980;
- Erkezö szel, trad. maghiară Tibor Hergyan / Tankönyvkiado, Budapest / 1986;
- Young Poets of a New Romania, trad. engleză Brenda Walker, Forest Books, London & Boston / 1991, ISBN 0-948259-89-2;
- Streiflicht, trad. germană Christian W. Schenk, Dionysos Verlag, Kastellaun / 1994, ISBN 3-9803871-1-9;
- Transylvanian Voices, An Anthology of Contemporary Poets from Cluj-Napoca, trad. engl. Adam J. Sorkin & Liviu Bleoca, The Romanian Cultural Foundation, Iași / 1994, ISBN 1223-1908;
- Savremenik, trad. sârbă Adam Pusloijc / Apostrof, Belgrade / 1995;
- Gefährliche Serpentinen, trad. germană Dieter Schlesak / Galrev, Berlin / 1998, ISBN 3-933149-01-0;
- Vid tystnadens bord, trad. suedeză Jon Milos / Symposion, Brutus Ostlings Forlag, Stockholm / 1998;
- Day After Night – Twenty Romanian Poets for the Twenty-First Century, trad. engl. Gabriel Stanescu & Adam J. Sorkin / Criterion Publishing, USA / 2000;
- Meet, trad. franceză Alain Paruit / Maison des ecrivains etrangeres et des traducteurs, St. Nazaire / 2002;
- Cântecul stelelor / Il canto delle stelle, trad. italiană Stefan Damian & Bruno Rombi / Editura Limes, Cluj-Napoca / 2004, ISBN 973-7907-77-9;
- The Poetry of Men’s Lives, ed. Fred Moramarco & Al Zolynas, trad. engl. Adam J. Sorkin / University of Georgia Press, Athens Georgia USA / 2004, ISBN 0-8203-2351-9;
- Mi-ar trebui un șir de ani / It Might Take Me Years, Romanian-English anthology by Constantin Abăluță / PEN Romanian Centre, Casa Cărții de Știință, Cluj-Napoca / 2009, ISBN 978-973-565-0;
- Lumina din cuvinte – antologie de Irina Petraș / Ed. Eikon & Școala Ardeleană, Cluj-Napoca / 2015, ISBN 978-606-711-182-8;
- Sexul frumos – antologie de Marian Oprea / Ed. BrumaR, Timișoara / 2015, ISBN 978-606-726-027-4;
- Ladies in Jazz – culegere de Alexandru Șipa, Ed. Tracus Arte, București / 2016, ISBN 978-606-664-630-7;
- Cartea sunetelor – coordonator Radu Lupașcu, Ed. Din condei, București / 2016, ISBN 978-973-154-663-4;
- Transilvania din cuvinte – antologie de Irina Petraș / Editura Școala Ardeleană, Cluj-Napoca / 2018, ISBN 978-606-797-299-3;
- Zece dintr-o sută – Cartea sunetelor / Mitologii subiective, vol. 1, Coordonatori: Ioan Big, Radu Lupașcu, Gabriel Petric / ed. Arvin Press, București / 2018, ISBN 978-973-154-081-8;
- Zece dintr-o sută – Cartea sunetelor / Mitologii subiective, vol. 2, Coordonatori: ibid./ Ed. Arvin Press, București / 2018, ISBN 978-973-154-082-5;
- Mikor pihen a század (= Când secolul se relaxează) − Müfordításol román költök verseiböl / antologie de poesie română, trad. maghiară de Beke Sándor / Ed. Erdélyi Gondolat, Odorheiu Secuiesc / 2019, ISBN 978-606-534-095-4;
- Az ösz evangéliuma (= Evanghelia toamnei) − antologie trad. maghiară de Beke Sándor și Ráduly János / Ed. Erdélyi Gondolat, Odorheiu Secuiesc / 2019, ISBN 978-606-534-094-7;
- Filiala Cluj a Uniunii Scriitorilor, Almanahul Literar/Steaua 70, 1949-2019 − volum alcătuit de Irina Petraș. Editura Școala Ardeleană, Cluj-Napoca / 2019, ISBN 978-606-797-398-3;
- Mono-ran − antologie 30 de ani de la începerea protestelor din Timișoara, la 16 decembrie 1989 / Ed. BrumaR, Timișoara / 2019, ISBN 978-606-726-199-8;
- Schwebebrücken aus Papier (Punți suspendate de hârtie). Antologie de poesie română contemporană, tradusă și editată de Hellmut Seiler. Edition Noack & Block, Berlin/2021, ISBN 9783868131116;
- Poezia românească după 1945, Antologie de Ion Pop, Ed. Știința, Chișinău / 2023;
- Istoria sunetelor. Coordonatori Radu Lupașcu & Gabriel Petric. Eseu în două părți de V.M.: Scena română de jazz ante- & post-1989; Ce s-a întâmplat după 1989 – Ed. Akakia, București/2023. ISBN 978-606-9686-89-8;
- Raidul poeților – 72 de interviuri de Robert Șerban; V.M.: „Poetul e cel mai fragil și, totodată, cel mai puternic argument al unicității ființei umane” – Ed. Junimea, Iași/2023,  ISBN 978-973-37-2636-4;
- Albumul fotografic 30 de ani de TRIGON 20 de ani ai ETHNO JAZZ FESTIVAL. Realizatoare: Veronica Ștefăneț; eseul de prezentare a volumului: V.M. – Ed. Prut, Chișinău/2024, ISBN 978-9975-54-809-0.

## Premii și distincții
Premiul pentru debut în poesie al Editurii Dacia / 1977. Medalia onorifică Amicus Poloniae a Ministerului Culturii din Polonia / 1984. Premiul pentru poesie al Asociației Scriitorilor Cluj / 1994. Premiul Cartea anului la Salonul național de carte Cluj / 1996. Premiul pentru poesie al Uniunii Scriitorilor (Filiala Cluj) / 1998 și, ibidem, 2002. Titlul onorific Ambasador cultural al Clujului acordat de Opera Română Cluj & Centrul de Afaceri Transilvania / 2001. Premiul pentru publicistică de jazz acordat de Societatea Română de Radiodifuziune / 2003. Premiul pentru publicistică de jazz acordat de Societatea Română de Radiodifuziune & Fundația Muzza / 2008; Trofeul de excelență pentru promovarea relațiilor culturale internaționale, conferit de Movimento Arte Contemporânea din Lisabona / 2009. Titlul și diploma onorifică Senior al Cetății Cluj-Napoca − din inițiativa Consiliului Județean Cluj, a Fundației Culturale Carpatica și a revistei Orașul / 2016. Premiul Cartea anului 2022 la secțiunea Eseu, decernat de Uniunea Scriitorilor din România,Filiala Cluj, pentru volumul Jazz contextele mele, apărut în 2022 la editura Junimea din Iași / 2023.

## Contribuții, burse
Colaborează cu poeme, eseuri, critică literară, muzicală & coreografică, traduceri (din engleză, germană, spaniolă, portugheză, franceză, suedeză, rusă, italiană) la reviste de cultură din România și din străinătate. Susține recitaluri din poesia proprie, conferințe, prelegeri la universități sau instituții de cultură, participă la congrese, colocvii, seminarii, festivaluri, în țară și în Portugalia, Suedia, Polonia, Germania, Croația, Letonia, Anglia, USA, Serbia, Austria, Spania, Irlanda, Muntenegru, Rep. Moldova, Elveția, Rusia, Italia, Cuba, Franța, Lituania, Cehia, Bulgaria, Turcia, Slovacia, Ungaria, Scoția, Grecia, Azerbaidjan, Macedonia de Nord, Belgia. Între 1980-2004 realizează emisiunea Eseu Jazz la Radio Cluj (red. Carmen Cristian) și la CD-Radio-Napoca (red. Marius Marchiș & Tudor Runcanu). Între 1994-2002 realizează emisiunea Jazzorelief la TVR Cluj (red. Carmen Cristian). A beneficiat de burse la: Reading University / Anglia (1972); Universitatea Dresden / Germania (1978); Ministerul Afacerilor Externe al Germaniei (1992); Radio Suisse Internationale (1993); bursier al Institutului Camões / Portugalia (1999-2000).
Din 2011 a ținut cu regularitate prelegeri și a participat la manifestări culturale în spații de referință ale vieții muzical-culturale din Muntenegru: Academia Națională de Muzică din capitala istorică Cetinje, Colegiul de Muzică și Balet Vasa Pavic din Podgorica, Americki Ugao din cadrul Centrului Cultural KIC Budo TomovicPodgorica, sediul Ministerului Culturii al Muntenegrului și Teatrul Național Zetski Dom (ambele din Cetinje), Casa Europei din Podgorica etc. 
A prezentat numeroase concerte și ediții ale festivalurilor de jazz la Sibiu (între 1990 – 2017), Cluj, București, Timișoara, Constanța, Alba Iulia, Bistrița, Baia Mare etc. Prezentator al Festivalului Internațional Ethno Jazz de la Chișinău (din 2002 până în prezent).

## Activitate scenică și în medii audio-vizuale
Este cofondator & membru al grupului de jazz-poetry Jazzographics, alcătuit din Alan Tomlinson/trombon (membru al London Jazz Composer’s Orchestra), Harry Tavitian/pian, Corneliu Stroe/percuție, Virgil Mihaiu/poeme, Livia Tulbure/improvizații coreografice. În formule variabile, formația a susținut recitaluri în Irlanda, Scoția, România, Anglia, Serbia, Irlanda de Nord, Austria, Ungaria, Germania, precum și la Expoziția Universală de la Lisabona/1998. De asemenea, are colaborări jazz-poetry cu: pianistul João Paulo Esteves da Silva/Portugalia, violonistul Alexander Bălănescu/Anglia, muzicienii Dima Belinski, Lucian Ban, Mario Florescu, Alex Munte, Marius Gagiu/România, grupul Trigon/Rep. Moldova, diplomatul și actorul Lauro Moreira/Brazilia, dansatoarea Fatma Mohamed/România.
Este autor al concepției muzicale pentru eseurile vizuale puse în scenă de Horațiu Mihaiu la teatre din Cluj-Napoca, Sfântu Gheorghe, Râmnicu Vâlcea, Târgu Mureș, Piatra Neamț, Târgoviște, Deva, Centrul Cultural al Ungariei București etc. Este autor de texte de prezentare pentru discuri de jazz editate în România, Anglia, Lituania, Rusia, Germania, Franța, Elveția, Rep. Moldova. 
Colaborează cu emisiuni culturale la Radio Sverige Stockholm, BBC/departamentele român și rus, Scottish BBC Edinburgh/Scoția, Radio România, Radio Cluj, TVR / studiourile București, Cluj, Timișoara, Iași, Radioteleviziunea Chișinău, Free Europe, Radio Helvetia / studiourile Berna, Lugano, Lausanne, Sender Freies Berlin, Radiodifusão Portuguesa, Jugoslovenska Televizija, WDR Köln, Voice of America, Radio Novi Sad, RTP-Antena 1 & 2 Portugal, Radio Nova de Porto, Radio Paris-Lisboa, Radio France Internationale, Radio Moskva Kultura, Radioteleviziunea Muntenegru, Radio Oslo, Radio Rossia/Moscova, Atlas TV Montenegro, Radio Bulgaria, Televisão SIC Portugal, Radioteleviziunea Azerbaidjan, Radio Renascença Lisboa, Deutsche Welle etc.
Realizează filme artistice de scurt și mediu metraj: Vocea Poetului, colab. Radu Țuculescu – TVR Cluj/1994; Paradis pierdut în memorie, de Alex Huppert & Virgil Mihaiu – studioul Vipcom Arad/1996 (prezentat la festivaluri în Edinburgh/Scoția, Györ/Ungaria, Graz/Austria, Beograd/Serbia, Kosice/Slovacia, Paris/Franța, München/Germania); Sfânt zăcământ de cânt, colab. Octavian Dohotaru – TVR Cluj/1997; Sighișoara TVR2/2000 și Teiuș – ombilicul lumii TVR2/2002, ambele colab. Carmen Cristian; Art-Deleni, colab. Emese Vig – TVR Cultural/2008; Vestuarul, colab. Andrei Măgălie – TVR Cultural/2009; Români fără frontiere, colab. Corina Ionuț – TVR 3/2010; consilier al regizoarei Ioana Grigore pentru filmul de mediu metraj Creativ – studioul UNATC/2019.